# Croix de procession

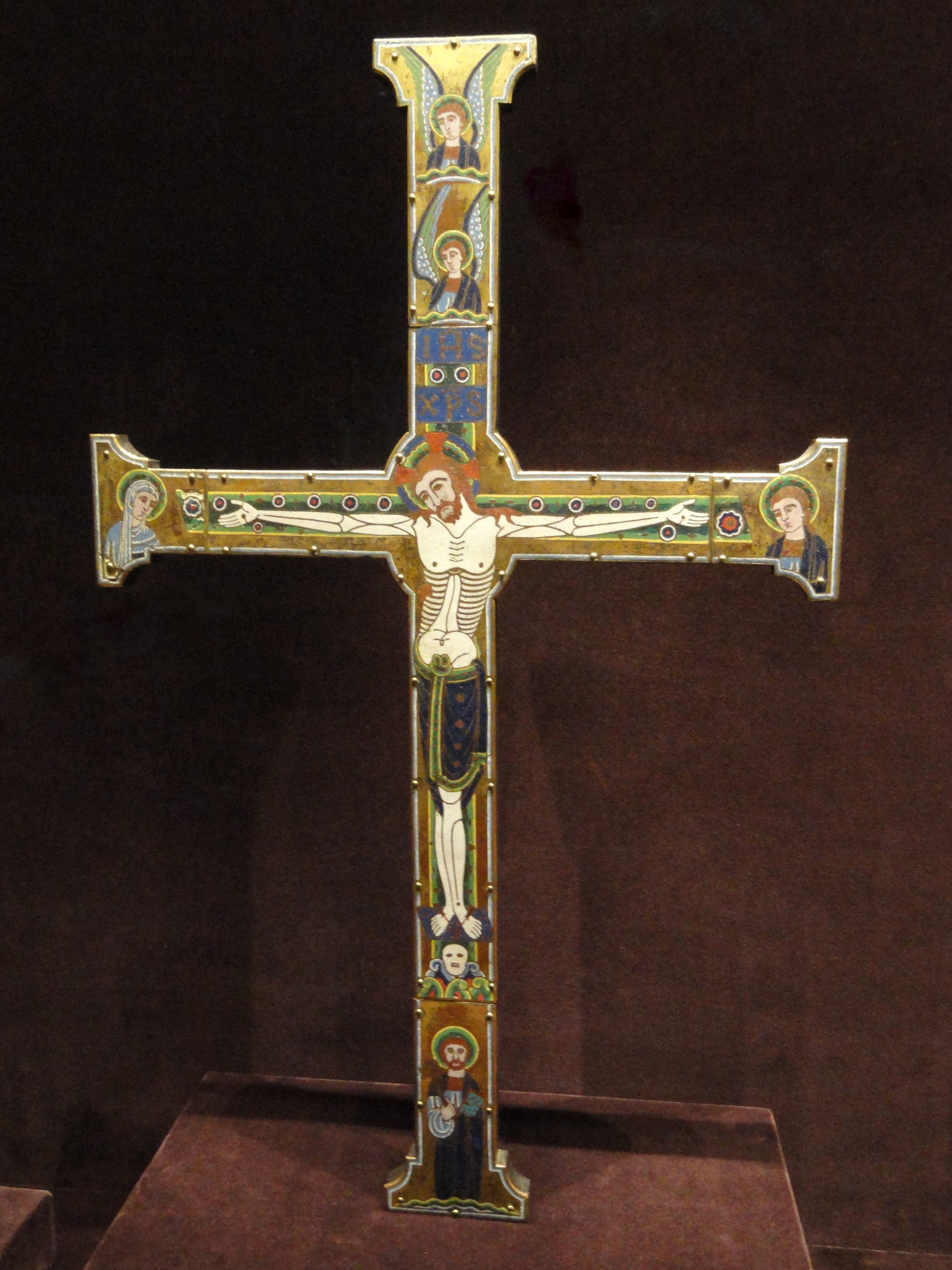
Croix en émail de Limoges du XIIe siècle.

Une croix de procession, ou croix processionnelle, est un crucifix ou une croix qui est portée en hauteur lors des processions chrétiennes.

## Historique
Les croix sont portées à l'avant des processions chrétiennes. De telles croix possèdent une longue histoire : les membres de la mission grégorienne d'Augustin de Cantorbéry en Angleterre en portaient une devant eux, comme ils en avaient l'habitude, selon Bède le Vénérable. D'autres sources[réf. souhaitée] suggèrent que toutes les églises devaient en posséder. Ces croix deviennent détachables, pour être retirées du manche et posées sur un socle à la fin de la procession. Les églises les plus importantes ont des « Crux gemmata », croix de procession richement ornées, parfois de joyaux et de métaux précieux. D'anciens exemples en sont la croix de Justin II, le crucifix de Mathilde du Xe siècle, la croix de Lothaire datant de 984, la croix de Cong. 
Les croix de procession finistériennes désignent un type particulier de croix de procession en argent massif datant du XVIIe siècle, que l'on trouve dans le Finistère. En Éthiopie de spectaculaires croix de procession sont utilisées pour le culte.

## Galerie

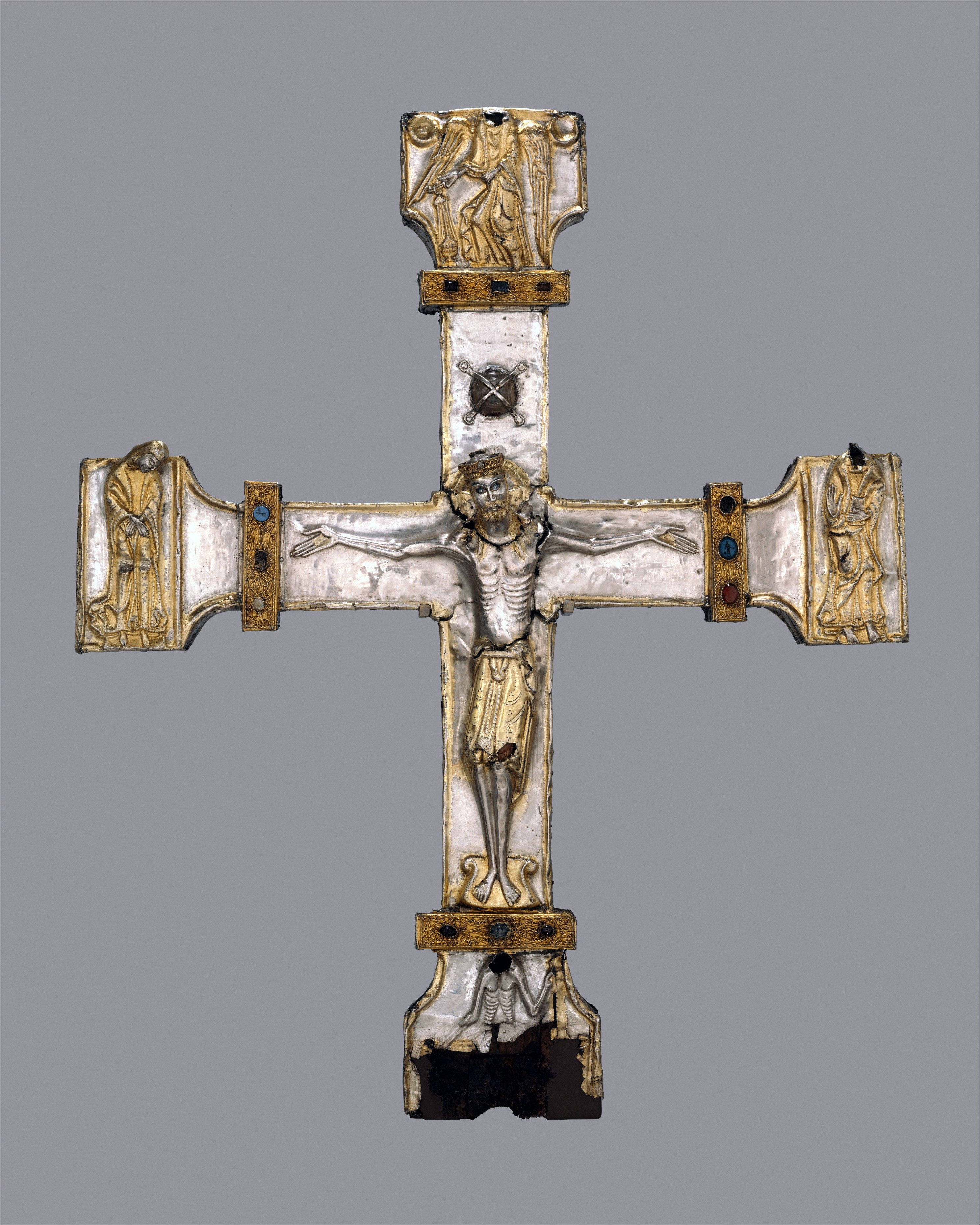
Croix de San Salvador de Fuentes, 1150-1175.
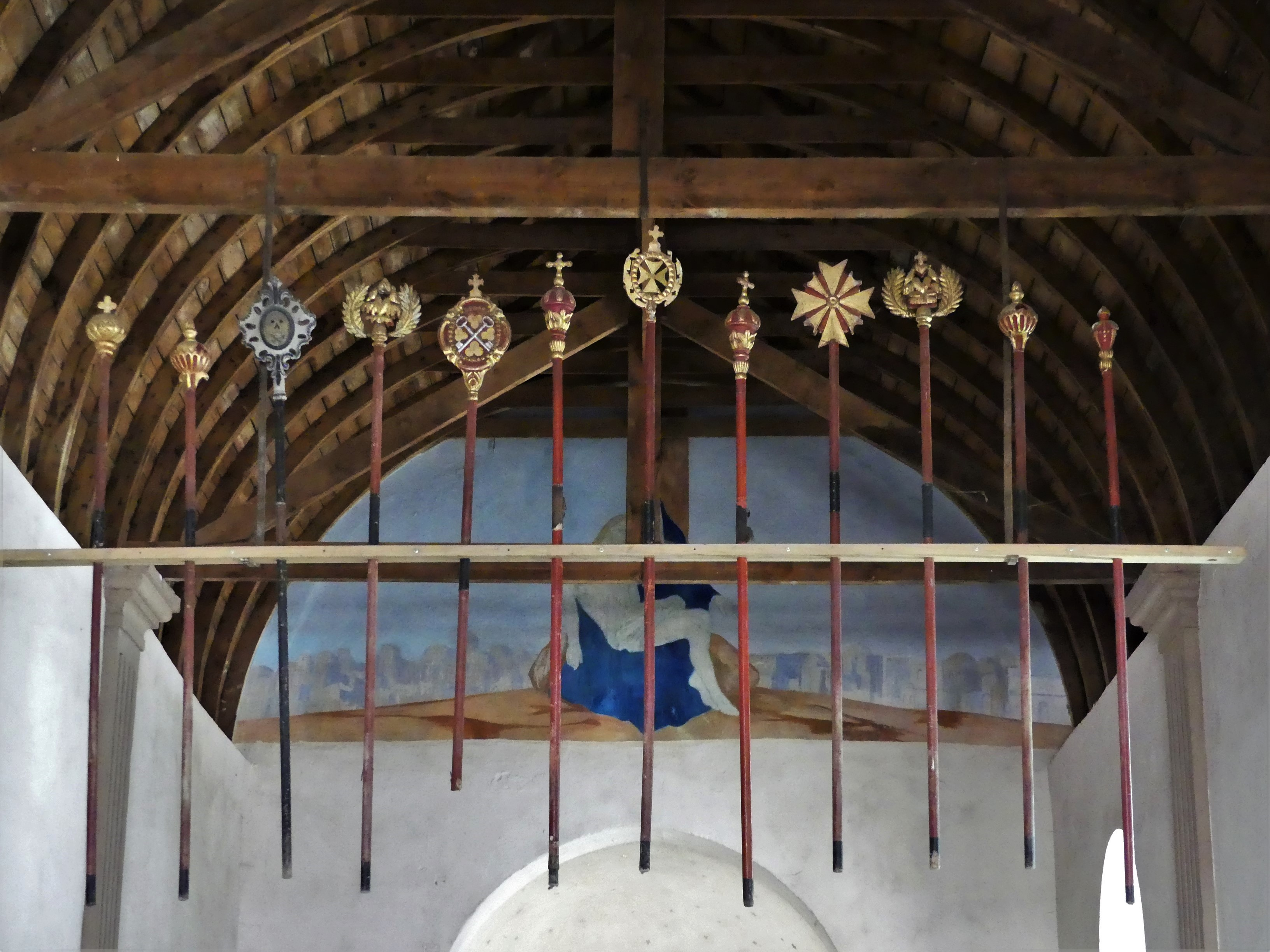
Plusieurs bourdons de procession dans la chapelle des Pénitents, Saint-Côme-d'Olt, Aveyron.
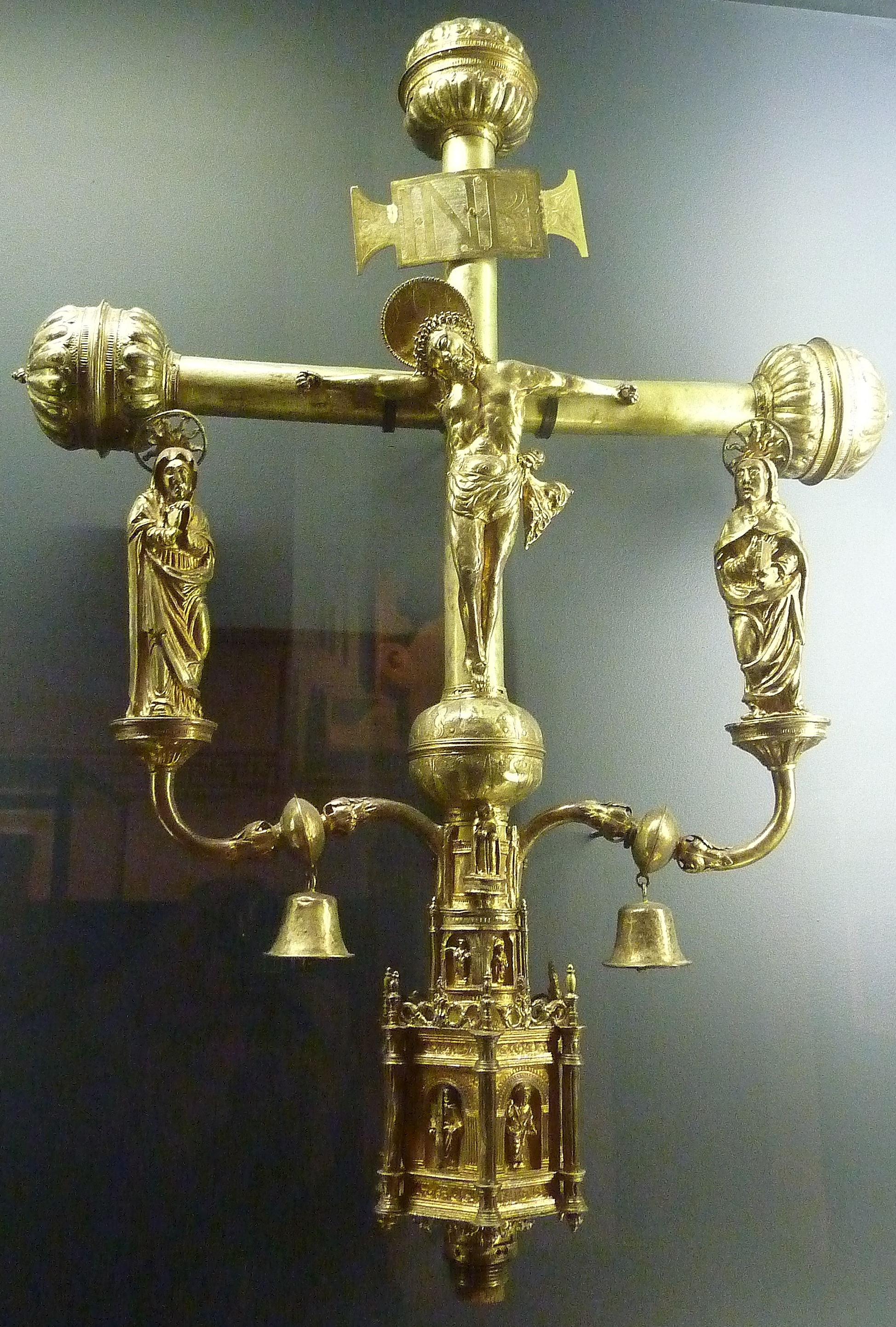
Croix de procession de Trégourez dans le Finistère.
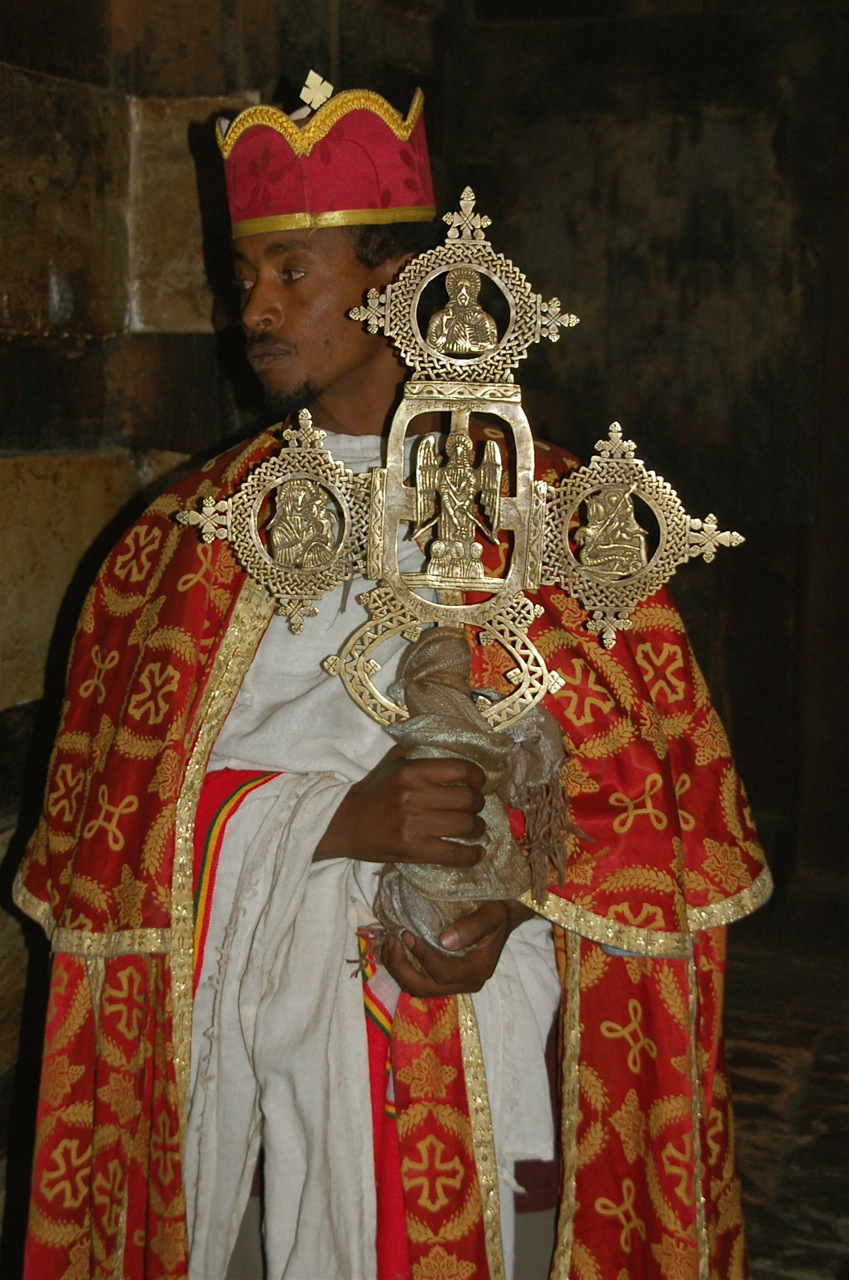
Croix de procession en Éthiopie

## Source
- (en) Cet article est partiellement ou en totalité issu de l’article de Wikipédia en anglais intitulé « Processional cross » (voir la liste des auteurs).